# HHA Typ DT1
Die Doppeltriebwagen vom Typ DT1 waren eine Serie normalspuriger Elektrotriebwagen in Ganzstahlbauweise für das 750-Volt-Gleichstrom-Netz der Hamburger U-Bahn. Die 1958/59 von der Waggonfabrik Uerdingen gebauten 50 Zweiteiler ohne Wagenübergang standen bis 1977 im regelmäßigen Betriebseinsatz. Bis 1991 bildeten sie noch die Einsatzreserve und wurden als Verstärkerzüge genutzt. Die deutlich leichteren Nachfolger vom Typ DT2 standen ab 1962 zur Verfügung. Mit dem weiteren Zulauf der Triebwagenserie vom Typ DT4 konnten die Fahrzeuge der DT1-Serie endgültig ausgemustert werden. Der Großteil der 100 gelieferten Fahrzeuge wurde inzwischen verschrottet.

## Geschichte
Nach Ende des Zweiten Weltkrieges konnte die Hamburger Hochbahn zunächst noch auf den Vorkriegsfuhrpark der T-Wagen zurückgreifen. Von den 125 im Krieg (teil)zerstörten Wagen dieses Typs erhielten 118 in den ausgehenden 1940er und beginnenden 1950er Jahren neue Aufbauten auf verlängerten Fahrgestellen. Diese Wagen wurden als B- bzw. später TU1-Wagen bezeichnet, die 102 Wagen der Modernisierungsphase um 1960 als U- bzw. TU2-Wagen. Letztere erhielten wegen ihres unlackierten, nun mit Nirosta-Blechen verkleideten Wagenkastens den Beinamen „Silberlinge“. Da diese Wiederaufbau- bzw. Modernisierungs-Lösung zunächst nur den Betrieb aufrechterhalten sollte, aber der Ausbau des Netzes geplant war, musste eine Neubaureihe geordert werden.
Die Waggonfabrik Uerdingen konstruierte die Fahrzeuge des neuen Typs nach Vorgaben der HHA, die elektrische Ausrüstung lieferten Siemens-Schuckert und die AEG.
Bei der Umnummerierung 1960 wurde die ursprüngliche Reihung geändert. Statt in der Reihenfolge ihrer Lieferung wurden die Wagen nun nach Besitzverhältnissen eingereiht. Die 64 in Besitz des Landes Hamburg stehenden sogenannten Staatswagen bekamen die Nummern 9000/9001 bis 9062/9063, die 36 HHA-Wagen die Nummern 9064/9065 bis 9098/9099. Die DT1 wurden zunächst hauptsächlich auf der dem Hamburger Staat gehörenden Langenhorner Bahn und deren Weiterführung bis Jungfernstieg, nach deren Fertigstellung auch der Wandsbeker Strecke und der Walddörferbahn eingesetzt, wo die bessere Beschleunigung und höheren Geschwindigkeiten zur Fahrzeitverkürzung führten.
Die neuen EDV-Nummern ab 501 sind nie an den Wagen angebracht worden, außer beim „Hanseat“ (516). Zur Zeit dieser Neunummerierung waren die Wagen 9076/9077, 9096/9097 und 9056/9057 bereits ausgemustert, während die Wagen 9082/9083, 9094/9095 und 9058/9059 zu den Arbeitstriebwagen AT4 8044/8045 (026), AT5 8046/8047 (027) und AT4 8042/8043 (025) umgebaut waren.
In den 1980er Jahren beschloss die Hamburger Hochbahn (HHA) die Ausmusterung der Züge und ihren Ersatz durch die neue Baureihe DT4. Da der Stadtstaat Hamburg jedoch hoch verschuldet war, reichten die finanziellen Mittel zunächst nicht aus, wodurch es zu Verzögerungen kam. Nach Ablieferung der ersten DT4 begann dann die Ausmusterung der DT1-Züge. Dieser Prozess war bis 1991 abgeschlossen. Der Großteil der Züge wurde daraufhin verschrottet.

## Konstruktion und Ausrüstung
Die beiden Wagenhälften, A- und B-Wagen, ruhen auf je zwei angetriebenen Drehgestellen. Gesteuert werden die Fahrzeuge über ein Starkstrom-Nockenschaltwerk sowie über eine elektromagnetische Schützensteuerung. Zusätzlich befindet sich an den B-Wagen ein Umformer, der das 110-Volt-Bordnetz speist.
Jeder Wagen verfügte über drei 1346 mm breite Doppel-Schiebetüren (je 1070 mm lichte Weite) je Seite, die in Türtaschen liefen. Der Fahrgastraum war mit mittelbrauner Holzverkleidung gestaltet. Die ersten 18 Wagen (9431/9432 – 9447/9448, nach 1960: 9000/9001 – 9016/9017) verfügten über dunkelgrüne gepolsterte 2+2-Quersitze (88 Sitzplätze). Alle anderen Wagen hatten gepolsterte 2er-Quersitze plus 3er-Längssitze in Abteilform aufgeteilt (pro Doppeltriebwagen 80 Sitzplätze). Die letzten 20 Wagen (9511/9512 – 9529/9530, nach 1960: 9052/9053, 9054/9055, 9092/9093 – 9098/9099, 9056/9057 – 9062/9063) hatten dagegen innen hellgraue Stirnwände und rot/graublaue Sitze mit einer neuen Form mit schrägeren Rückenlehnen, sowie andere Fensterklappen. Die 40. Einheit (9509/9510, nach 1960: 9090/9091) hatte abweichend bereits die neuartige Sitzform, dafür aber noch die klassischen Holzfurnier-Stirnwände und die alten Klappfenster mit rotbraunem Rahmen und in der Mitte befindlichen Drehachse. Der in jedem Wagenkasten vorhandene Führerstand war durch eine Trennwand mit seitlicher Schiebetür vom Fahrgastraum getrennt, an der drei Klappsitze befestigt waren. Bei den letzten 20 Wagen war diese Schiebetür mit rotem Resopal beschichtet, bei den anderen Wagen war sie mit Holzfurnier belegt. Um 1970 wurden die grünen, bzw. rot/graublauen Sitzbezüge durch einheitlich blaue Bezüge ausgetauscht. Die Fahrzeuge waren außen ursprünglich rot mit einem breiten beigefarbenen Fensterband lackiert. Ab 1969 änderte die Hamburger Hochbahn die Lackierung in zwei Grau-Töne mit orange-roter Front und Türen, um äußerlich den neueren Baureihen DT2 und DT3 nahezukommen.
Während die Wagenkästen der vor dem Zweiten Weltkrieg konstruierten Baureihen (bis zur 13. Lieferung) ein Holzskelett hatten, kam mit dem DT1 die Ganzstahl-Bauweise bei Hamburger U-Bahn-Fahrzeugen zum Einsatz. Das hohe Fahrzeuggewicht führte jedoch zu einem hohen Energiebedarf. Das Folgemodell DT2 wurde daher in konsequenter Leichtstahlbauweise (mit Nirosta-Beblechung) unter Einsparung eines Radsatzes pro Wagenkasten ausgeführt. Anders als bei der Berliner U-Bahn wurde für die Konstruktion der Hamburger U-Bahn-Wagen kein Aluminium verwendet.

## Der DT1 heute
Inzwischen sind nur noch der „Hanseat“ (Einheit 516, ex 9030/9031, ex 9461/9462) und der Arbeitstriebwagen AT5 027 (ex 8046/8047, ex 9094/9095, ex 9517/9518) im Einsatz. Zwei Einheiten sind noch in einer Kehranlage hinterstellt. Einer (9022/9023, ex 9453/9454) dient als Ersatzteilspender für den „Hanseat“, für den anderen (9034/9035, ex 9465/9466) ist geplant, ihn zu reaktivieren und für Museumseinsätze in den Originalzustand zurückzuversetzen.